# Club Deportivo Capiatá
El Club Deportivo Capiatá es un club de fútbol paraguayo con sede en la ciudad de Capiatá del Departamento Central. Fue fundado el 4 de septiembre de 2008 sobre la base de los clubes de la Liga Deportiva Capiateña de Fútbol, ganando el derecho de competir por primera vez en la División Intermedia (segunda categoría) luego de coronarse subcampeón del Campeonato Nacional de Interligas 2007/08. A partir de la temporada 2025 militará en la Segunda División de Paraguay tras haberse coronado como campeón de la Primera B Metropolitana en 2024.
Militó desde 2013 hasta 2019 en la Primera División. Desde 2025 juega en la segunda división del fútbol paraguayo. En su corta historia, el club ha logrado marcas deportivas y méritos reservados a pocas instituciones, como clasificar a una copa internacional oficial en su primera temporada en la División de Honor del fútbol paraguayo.

## Historia

### Inicios
En el año 2008, la Selección de la Liga Deportiva Capiateña del Departamento Central logró el segundo lugar en el Campeonato Nacional de Interligas 2007-2008. Como ese año se le había dado medio cupo más a la UFI para el ascenso a la Segunda División, la misma decidió otorgar el derecho a disputar una o dos series de partidos con representantes de la Tercera División metropolitana al vicecampeón de las Interligas. Este sistema fue creado con el fin de permitir la integración del denominado fútbol del interior, constituido por cada una de las ligas regionales afiliadas a la UFI, al circuito de las divisiones principales de la Asociación Paraguaya de Fútbol.
De esta manera, el 4 de septiembre de 2008 se fundó oficialmente el club, a partir de la selección de la ciudad,con el fin de luchar por un lugar en la División Intermedia en una o dos promociones; en primer término contra el subcampeón de la Primera B o Tercera División metropolitana, y en caso de no lograr su ascenso, en una segunda oportunidad contra el penúltimo ubicado en la temporada de la Intermedia de ese año.
En octubre y noviembre de 2008 el club jugó los dos partidos contra el subcampeón de la Tercera División Metropolitana, El Independiente de Campo Grande. Terminó perdiendo ambos encuentros por 1-0 y 1-3 por lo que en su primer intento no logró el ascenso. En su segunda oportunidad por el ascenso se fue ante el Club Fernando de la Mora, el penúltimo ubicado en la tabla de posiciones de la División Intermedia 2008. El Deportivo Capiatá ganó el primer encuentro por la 1 a 0, el 9 de noviembre y perdió el segundo por 1 a 2  el 16 de noviembre, aunque logró su promoción por haber convertido un gol en calidad de visitante.
Posteriormente, una demanda del Club Fernando de la Mora, puso en duda la participación del Deportivo Capiatá en la División Intermedia 2009, pues aquel solicitó la anulación del segundo encuentro (que ganó 2-1) por supuesta actuación antirreglamentaria de los jugadores Ángel David Martínez y Jorge Daniel López.Finalmente, las autoridades de la APF resolvieron anular el partido de vuelta que había acabado 2-1 entre ambos equipos, y posteriormente repetir el juego, aunque debido a que su plantilla había fenecido, no se pudo repetir el encuentro. Finalmente la solución salómonica de la APF, fue la permanencia de los fernandinos en la División Intermedia, como el ingreso a la categoría al cuadro capiateño, solo que no ingresaría hasta la temporada 2010, en vez de la 2009 como hiba a ser desde un principio.

### Fugaz paso por la Segunda División
Para fines de 2009 se terminó la construcción del estadio propio del club, que estrenaría al siguiente año oficialmente en la Intermedia; el mismo demandó una inversión de 2.000 millones de guaraníes.
En su primera incursión en la Segunda División de 2010 logró solo el puesto 12°, conservando la categoría por apenas un punto. En 2011, sin embargo, alcanzó la tercera ubicación general y le faltó sólo un punto para ascender a Primera División; habiendo empatado en la última fecha. La siguiente temporada sería la tercera y última antes de subir al máximo nivel paraguayo.

### Primera División, Copa Sudamericana y récords
El club obtuvo su ascenso a la máxima categoría del fútbol paraguayo como vicecampeón de la División Intermedia con 55 puntos y una racha de 16 triunfos, 7 empates y solo 6 derrotas. En el campeonato, tras una más o menos buena campaña, recién en la fecha 18° alcanzó por vez primera la segunda posición, de la cual ya no se movería.
La consagración se produjo cuando le ganó por la mínima diferencia en la penúltima fecha (29°) al club 29 de Septiembre ya descendido. Sin embargo, como el club Deportivo Santaní (que se hallaba en tercer lugar) había presentado una protesta por un partido, no se supo hasta la última fecha quién sería de Primera, pues finalmente la protesta fue rechazada.
Con su ascenso, la entidad se convirtió en la séptima institución procedente directamente de las ligas regionales del interior del país que ha llegado a Primera, mérito compartido con los clubes 12 de Octubre de Itauguá, Universal de Encarnación, 2 de Mayo de Pedro Juan Caballero, 3 de Febrero de Ciudad del Este, Cerro Porteño de Presidente Franco y Sportivo Carapeguá.
Ya en la División de Honor, su primera temporada fue bastante buena, obteniendo el quinto lugar en la acumulativa del año y el tercero en el Torneo Clausura 2013. Poco antes de este logro, el 17 de noviembre de 2013 (19.ª fecha) se había convertido en el primer club paraguayo en clasificar a una copa internacional en su primer año en Primera División, y apenas en el cuarto del interior en lograrlo (luego de Sportivo Luqueño, Colegiales y 12 de Octubre).
El Depor es junto al 12 de octubre uno de los exclusivos dos clubes originarios de las ligas regional del interior en haber clasificado a una competencia de la Conmebol. En la Sudamericana 2014 se convirtió también en el segundo club paraguayo en derrotar a Boca Juniors en la Bombonera (además de Olimpia, Supercopa 1995), el primero no capitalino, y una de las instituciones más jóvenes del mundo en lograrlo.
El sábado, 16 de noviembre de 2013, la institución capiateña logró de manera inédita la clasificación a un torneo internacional en su primera temporada militando en la máxima categoría. Esto por medio de la tabla acumulada de la temporada 2013, asegurándose un cupo en la Copa Sudamericana 2014. Lo hizo tras vencer a Nacional por 1-0, en el marco de la 19.ª jornada del torneo Clausura.

#### La Sudamericana 2014
El 21 de agosto de 2014, se produjo el histórico debut de los "Escoberos" en competencias de este tipo cuando por el juego de ida de la Primera fase de la Copa Sudamericana 2014 recibió al Danubio de Uruguay, en el estadio Feliciano Cáceres de la ciudad de Luque. Fue victoria del equipo paraguayo por la cuenta de 3-1. En la revancha en Uruguay, lograría un empate 2-2, lo que le valió el histórico pase a segunda ronda.
El 24 de septiembre de 2014, se produjo la histórica clasificación de los "Escoberos" a los octavos de final de la copa, en su primera participación en la misma, eliminando al Caracas de Venezuela, tras un empate 1 a 1 en la ida en Capiatá y una histórica victoria de visitante por 3 a 1 en la ciudad de Caracas.
En el partido de ida de los octavos de final, el 15 de octubre de 2014, Capiatá seguiría marcando historia, al vencer de visitante al Boca Juniors de Buenos Aires por 1 a 0, con gol en contra de Lisandro Magallán y una destacada actuación del arquero suplente Antonio Franco, con lo que se convirtió en el segundo club paraguayo en lograr la "hazaña" en La Bombonera, y en el vigésimo extranjero. El encuentro fue muy destacado internacionalmente debido también a las polémicas expresiones previas del jugador boquense Mariano Echeverría, quien dijo que sería "una catástrofe" eliminarse ante Capiatá. El encuentro de vuelta lo ganó Boca por el mismo marcador y terminó eliminando al club a través de los penales.
La Libertadores 2017
El Deportivo Capiatá logró alcanzar el último cupo de los 4 que le correspondían a Paraguay. Los Auriazules lograron clasificar tras ser el segundo mejor equipo en la tabla acumulada del Torneo Paraguayo que no ganó ni el Apertura ni el Clausura 2016, clasificando a la Primera Fase de la Copa Conmebol Libertadores 2017. El 2 de febrero de 2017 se produjo el histórico debut copero de los "Escoberos" ante Deportivo Táchira de Venezuela. El partido concluyó 1-0 a favor de los locales. con gol de Hugo Lusardi. El partido de vuelta (27/01/17) fue un empate a 0 y el Depor logró la clasificación. El 2 de febrero de 2017 los "Escoberos" disputaron el encuentro de ida ante Universitario de Deportes de Perú en Capiatá por la Segunda Fase.. El marcador final fue 3 -1 a favor de los peruanos, el club peruano era favorito por la gran inversión económica realizada. En el partido vuelta y técnicamente dominando ambos tiempos del partido, El Club Deportivo Capiata consiguió lo que muchos creían o afirmaban imposible remontando la sería con un justo y contundente 0 a 3 a favor del club Paraguayo. Quedó afuera de la competición en la Fase 3 a manos de Athletico Paranaense de Brasil, tras caer en el global 4 a 3.  

### Crisis
Tras la eliminación del Escobero de la Copa Libertadores el equipo entraría en una crisis futbolística obteniendo malos resultados que concretó el descenso de la institución en 2019 al finalizar penúltimo en la Tabla de Promedios de aquella temporada. 
En su regreso a la División Intermedia, después de un año inactivo debido a la pandemia del Covid-19, fue totalmente un fracaso. Sumó 39 puntos en 34 juegos que no le fueron suficientes y volvió a ser relegado. A este mal momento se le sumaría problemas hipotecarios con la Cooperativa Capiatá quien demandó al club por el impago de dos hipotecas entre las cuales se ubicaba el estadio del club. 
Después de estar 3 temporadas en la Primera División B se coronaría campeón en la temporada 2024 que le permitió el ascenso de regreso a la División Intermedia.

## Participaciones internacionales
Nota: En negrita competiciones vigentes en la actualidad.
| Competición                      | Ediciones |
| -------------------------------- | --------- |
| Copa Libertadores de América (1) | 2017      |
| Copa Sudamericana (1)            | 2014      |

## Jugadores

### Plantilla actual
- Actualizado el 12 de marzo de 2019.

### Jugadores destacados
- Carlos Zorrilla (2011–2012)[18]
- Julio Santa Cruz (2013, 2016–)[19]
- Diego Cabrera (2015–)[20]
- Gabriel Santilli (2015–)[21]
- Agustín Gil Clarotti (2016–)[22]
- Rodrigo Soria (2016–)[23]
- Marcelo Cañete(2019)Marcelo Cañete
- Cesar Zarate

### Jugadores Internacionales no sudamericanos
- Christ Mbondi (2016)[24][25]

## Uniforme
Los colores están basados en la bandera de la ciudad a la cual representa. Pero muchas personas relacionan este uniforme con la clásica vestimenta del club argentino Rosario Central, debido a que tiene los mismos colores y los escudos de ambos clubes son muy parecidos.
- Uniforme titular: Camiseta a bastones verticales azules y amarillas, pantalón azul y medias amarillas.

- Uniforme Suplente: Camiseta blanca, pantalón blanco y medias blancas.

## Estadio

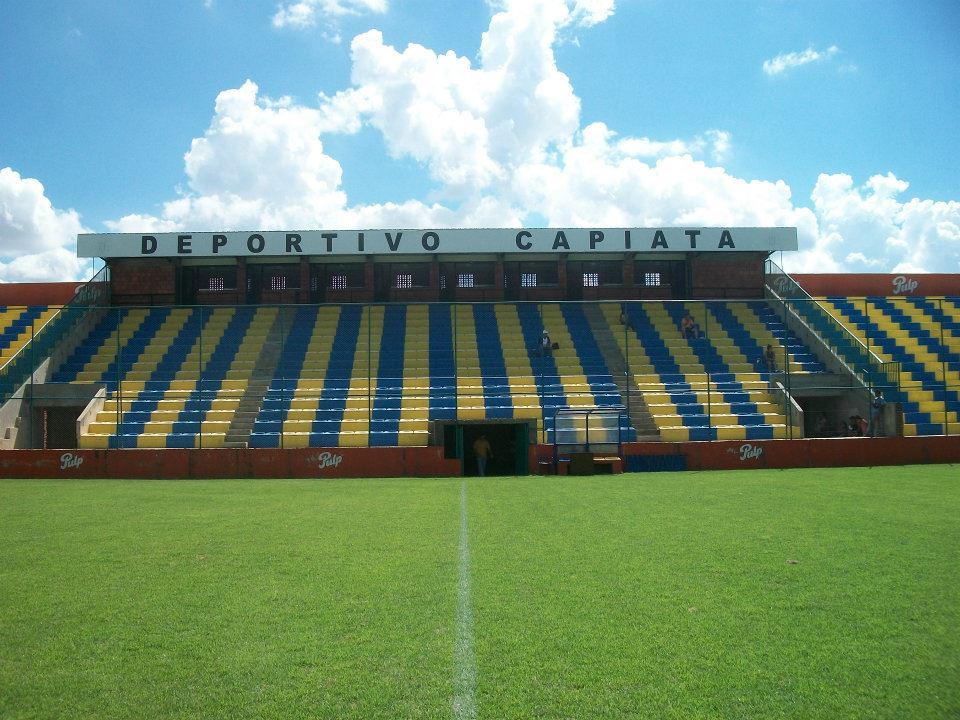
Lic. Erico Galeano Segovia

Está ubicado en la ciudad del mismo nombre, en el Departamento Central y cuenta con una capacidad de 15 000 espectadores.

## Palmarés

### Torneos nacionales
| Torneos nacionales oficiales                                                                   | Torneos nacionales oficiales | Torneos nacionales oficiales |
| Competición                                                                                    | Títulos                      | Subcampeonatos               |
| ---------------------------------------------------------------------------------------------- | ---------------------------- | ---------------------------- |
| Segunda División de Paraguay (0/1)                                                             |                              | 2012                         |
| Tercera División de Paraguay (1/0)                                                             | 2024                         |                              |
| Campeonato Nacional Interligas (Como Selección de la Liga Deportiva Capiateña de Fútbol) (0/1) |                              | 2007-08                      |